# Casa Quinta de José Batlle y Ordóñez
El Museo Casa Quinta de José Batlle y Ordóñez es un museo uruguayo el cual se encuentra en la que fuera residencia de José Batlle y Ordoñez,  Presidente de la República durante dos períodos y principal líder del Partido Colorado. Dicho museo integra y conforma el Museo Histórico Nacional de Uruguay y se encuentra ubicado en Piedras Blancas, Montevideo.
Alberga y expone diversos elementos vinculados al historial y pertenencias de José Batlle y Ordoñez y su familia. 

## Historia
El predio que hoy ocupa la casa quinta había pertenecido a la familia Duplessis, hasta que en 1904 fuera adquirida por el entonces presidente de la República José Batlle y Ordoñez por la suma de 17.000 pesos.
Tiempo después la casa quinta comenzaría a construirse a cargo del arquitecto Alfredo de los Campos. Finalizadas las obras, la familia comprendida por José Batlle, su esposa Matilde Pacheco y sus hijos se instalaría en dicha residencia. La lejanía de esta residencia con la ciudad de Montevideo fue lo que definió su adquisición, debido al delicado estado de salud que padecia su hija Ana Amalia, que lamentablemente falleciera a causa de tuberculosis en 1913.   
Al asumir la segunda presidencia, la casa quinta se convertiría en el principal centro de poder del país después del Palacio Estévez y también, en el principal bastión del Partido Colorado y el batllismo. Siendo también un lugar de reflexión y donde se tomaron importantes decisiones que influyeron en la historia nacional.
En esa misma casa también, supo vivir Luis Batlle Berres, sobrino de José Batlle y Ordoñez, quien fuera el 30.º presidente de la República y luego presidente del Consejo Nacional de Gobierno.